# Magnet
Magnet (lat. magnes, genitiv magnetis < grč. Μαγνῆτıς λίϑος: kamen iz Magnezije) je svako tijelo koje stvara magnetsko polje u sebi i oko sebe, te ima svojstvo da može djelovati privlačnom silom na feromagnetske materijale (na primjer željezo). Trajni ili permanentni magnet to svojstvo ne mijenja tijekom vremena, osim ako se vanjskim djelovanjem ne demagnetizira. Privremeni ili promjenljivi magnet to svojstvo ima dok je izložen utjecaju magnetskog polja što ga stvara neki drugi magnet u okolini. Magnetsko polje nastaje i u okolini električnog vodiča kojim teče električna struja. Strujna petlja ili mnoštvo namotaja u obliku zavojnice ponaša se kao magnet.
Djelovanje magnetskog polja u nekoj točki može se ustanoviti magnetskom iglom, koja se lako zakreće na svojem uporištu u smjer magnetskog polja. Tako označeni smjerovi od točke do točke u prostoru čine magnetsku silnicu. Magnetsko polje što ga stvara neki magnet obično se prikazuje skupom magnetskih silnica. One izlaze iz sjevernoga magnetskog pola i ulaze u južni, a unutar magneta silnice idu od južnoga prema sjevernom polu tako da ukupno čine zatvorene linije. Magnetske silnice mogu se pokusom (eksperimentalno) zapaziti ako se iznad magneta postavi staklena ploča i na nju pospe željezna pilovina te se ploča lagano potrese.

## Povijest
Po predaji, do naziva magnet došlo je tako što je svojstva magneta zapazio pastir Magnus na grčkom otoku Kreti. Po toj predaji, on je na sandalama imao željezne čavle te je, dok je išao preko kamenja, primijetio da mu to kamenje privlači sandale. Dakako, to kamenje je bila rudača magnetit. Tales Milećanin, a poslije i drugi grčki filozofi, pisao je o neobičnom ponašanju željezne rudače koja privlači željezne predmete. Naime, oblikovana željezna rudača - magnetit, crna ruda metalnog sjaja, ima sposobnost privlačenja željeza. Ruda magnetit kopala se u maloazijskom mjestu Magnezijum, po kojem je neobična pojava svojstvena oblikovanim komadima magnetita dobila naziv magnetizam. Dakle, za tijela koja imaju svojstvo privlačenja željeznih predmeta kaže se da su magnetična i nazivaju se magneti. 

### Magnetizam u drevnoj Kini
Za razliku od papira, magnetski kompas je bio naprava bez koje je kineska civilizacija mogla živjeti isto kao i s njom, ali ovaj slučaj upravo pokazuje ono malo veza između znanosti i tehnologije u drevnoj Kini. Tajnovita svojstva magnetnog kamena (prirodni magnetizam minerala magnetita) bila su poznata do 300. pr. Kr. i isprva su korištena kao sredstvo proricanja. Do 100. pr. Kr. je postalo poznato da se magnetna igla usmjerava duž pravca sjever-jug i to je svojstvo korišteno u geomantiji ili umijeću feng shui, pravilnom postavljanju kuća, hramova, grobnica, cesta i drugih građevina. Kasnije se pojavila razrađena naturalistička teorija koja je objašnjavala gibanje magnetne igle kao odziv na strujanje energije kroz i oko Zemlje, što je primjer koji pokazuje da tehnologija ponekad potiče pretpostavke o prirodi, a ne samo obratno, kako se danas uobičajeno misli. 
U Kini su kasnije magneti proizvođeni na različite načine: trljanjem željeza magnetitom ili magnetiziranim željezom, kovanjem zagrijane željezne trake postavljene u smjeru sjever-jug, te naglim uranjanjem zagrijane željezne šipke, postavljene u smjeru sjever-jug, u vodu. Prvi pouzdani prikaz primitivnog, ali uporabivog kompasa ili sinana, nalazi se u knjizi iz 83., dok ostali izvori sežu možda i do 4. st. pr. Kr. Komad magnetita bi se izdubio u oblik zaimače (grabilice za uzimanje i prenošenje juha), koja bi se postavila na kamenu ploču ravne, uglačane površine, a drška bi se potom usmjerila prema jugu. Izvori navode da je osim u geomantiji korišten i za orijentaciju tijekom putovanja. 

### Magnetizam u srednjem vijeku
U 13. stoljeću utvrđeno je da i željezo postaje magnetično ako se preko njega prelazi drugim magnetom. Tako nastaju umjetni magneti. Magneti mogu biti različitih oblika. Najčešće su u obliku igle, štapića i potkove. Petrus Peregrinus prvi je u Europi (1269.) detaljnije opisao navigaciju s pomoću magnetne igle. William Gilbert (1600.) otkrio je magnetizam Zemlje, a Charles-Augustin de Coulomb postavio je 1785. zakon o privlačenju i odbijanju magnetnih polova. Do početka 19. stoljeća smatralo se da električne i magnetske pojave nisu povezane. Epohalno je otkriće danskog fizičara Hansa Christiana Ørsteda, koji je (1820.) utvrdio da električna struja djeluje na magnetnu iglu. Pet godina poslije André-Marie Ampère otkrio je zakon o silama među vodičima kojima teče električna struja. Tada je konstruiran i prvi elektromagnet. Oko 1830. Michael Faraday, Joseph Henry i Heinrich Lenz otkrili su elektromagnetsku indukciju i njezine zakonitosti, a James Clerk Maxwell je 1873. sjedinio Ørstedove i Faradayeve spoznaje u zaokruženu cjelinu električnih i magnetskih pojava.

## Teorija elementarnih magneta
Prelomimo li magnetiziranu iglu na polovinu, vidjet ćemo da će svaka polovina biti potpuni magnet. Taj postupak možemo nastaviti i uvijek ćemo doći do istog zaključka. Prema tome možemo zaključiti da se svaki magnet sastoji od mnogo sitnih, elementarnih molekularnih magnetićima u kojima su svi sjeverni polovi okrenuti na jednu, a južni na drugu stranu. Na taj način dolazimo do teorije elementarnih magneta. 
Po toj teoriji molekule željeza i čelika su već same po sebi potpuni elementarni magneti. U nemagnetiziranom željezu i čeliku ti su elementarni magneti bez reda porazbacani u različitim smjerovima, pa se njihovo djelovanje prema vani poništava. U magnetskom polju elementarni magneti se više manje poređaju s istim polovima na istoj strani, pa takvo željezo ili čelik pokazuje prema vani magnetska svojstva. Ako je vanjsko polje koje djeluje na čelik dosta jako da može potpuno poređati sve elementarne magnetiće, čelik će se magnetizirati koliko je to najviše moguće, to jest do magnetske zasićenosti. Teorija elementarnih magneta ujedno nam objašnjava zašto feromagnetične tvari gube magnetizam kod takozvana Curiejeve temperature. Naime kod Curiejeve temperature elementarni magneti se tako jako gibaju da ne mogu biti u poredanom stanju.

## Podjela
Magneti se dijele na trajne ili permanentne magnete i na elektromagnete. Elektromagneti se obično sastoje od zavojnice sa željeznom jezgrom, a razlikuju se od trajnih zbog ovisnosti o električnoj struji koja je uvjet za stvaranje njihova magnetskog polja. Trajni se pak magneti dijele na prirodne i umjetne. Prirodne čine rude, odnosno minerali koji su magnetizirani prirodnim putem, a umjetni se dobivaju željenim postupkom magnetiziranja posebnog materijala. Najpoznatiji primjer prirodnog magneta je magnetizirani magnetit, od čijeg naziva i potječu nazivi kao što su magnet ili magnetsko polje.

### Prirodni i umjetni magneti
Magnet je čelik koji privlači druge čelične i željezne predmete, a samo svojstvo privlačenja magneta zove se magnetizam. Svojstvo magnetizma ima osim čelika kobalt, nikal, mangan i krom, a naročito su jaki magneti izrađeni od čelika legiranog s kobaltom i volframom. Te se tvari nazivaju feromagnetične. 
Magneti mogu biti prirodni i umjetni. Prirodni magneti nalaze se u prirodi kao željezna rudača magnetit. Umjetni magneti prave se tako da se željezo ili čelik podvrgnu djelovanju nekog drugog magneta. Od čeličnog štapa može se napraviti magnet umjetnim putem ako se jednim krajem magneta povlači u krugu preko štapa. Magneti se izrađuju u raznim oblicima.
Magnetizirani čelik može dugo zadržati svoje magnetske osobine. Zato se takav magnet zove trajni ili permanentni magnet. I mekano željezo, kad se nalazi u blizini nekog magneta, postane magnetično, ali samo tako dugo dok je pod utjecajem toga magneta. Zato se takav magnet zove privremeni magnet. Ipak, kad magnetizirano željezo prestane biti magnetično, ono ne gubi sav svoj magnetizam, već jedan dio, koji se zove zaostali ili remanentni magnetizam, ostane u njemu.

## Magnetski polovi
Magneti nisu izotropni, nego imaju povlašteni smjer, a to je smjer vektora magnetskog polja unutar magneta. Mjesta gdje magnetsko polje magneta u značajnoj mjeri izvire ili ponire u magnet se nazivaju polovima magneta. Polovi se se nazivaju sjeverni (N eng. north) i južni (S eng. south) pol, a o kojem se polu radi ovisi o predznaku magnetskog polja. Magneti međusobno djeluju silom jedni na druge, a to međudjelovanje se da opisati odbijanjem istoimenih polova i privlačenjem raznoimenih polova.

## Svojstva
Osim prirodnih magneta, postoje i umjetni magneti, koji se dijele na stalne magnete i elektromagnete. Stalni magneti izrađuju se od posebnih željeznih legura (tzv. tvrdih feromagnetskih materijala) i trajno zadržavaju magnetska svojstva. Uz stalne magnete postoje i elektromagneti (zavojnice s jezgrom od mekog željeza), koji su magneti samo dok kroz njihovu zavojnicu teče električna struja.
Ako se magnet u obliku tankog štapa objesi tako da se može slobodno vrtjeti u horizontalnoj ravnini, magnetski štap će se okrenuti tako da jednim krajem pokazuje približno prema sjeveru. Taj kraj se naziva sjevernim polom magnetskog štapa i označava se slovom N (eng. north). Drugi je kraj okrenut prema jugu pa se označava slovom S (eng. south). Približi li se sjeverni pol jednog magneta sjevernom polu slobodno obješene magnetne igle, oni će se međusobno udaljavati. Slično se događa i za južne polove. Naprotiv, sjeverni pol magneta privlači južni pol magnetske igle i obrnuto. Posljedica međudjelovanja magneta je magnetska sila koja može biti odbojna i privlačna. U blizini polova magneta magnetske sile su najjače. Peregrinusovim pokusom se može zaključiti da se magnet sastoji od velikog broja malih, elementarnih magneta koji tvore nizove, a na krajevima imaju slobodne polove N i S.

### Dijamagnetizam
Dijamagnetizam je svojstvo mnogih kemijskih elemenata (npr. zlata, srebra, cinka, silicija, fosfora, vodika, plemenitih plinova) i većine organskih spojeva, koje obilježava slaba magnetska permeabilnost. To su dijamagnetici, njihova je relativna magnetska permeabilnost manja od 1 i gotovo ne ovisi o temperaturi. Kod tih se tvari vanjsko magnetsko polje neutralizira poljem koje stvara kružno gibanje elektrona, takozvana Larmorova precesija (Joseph Larmor), pa je zbog toga gustoća magnetskoga toka zapravo manja od gustoće toka u vanjskome magnetskome polju. Anomalni dijamagnetici, na primjer grafit i bizmut, imaju većinu svojstava dijamagnetičnih tvari, ali im je magnetska permeabilnost 10 do 100 puta veća od permeabilnosti ostalih dijamagnetika i na niskim temperaturama ovisi o temperaturi. Kod svih dijamagnetičnih tvari magnetsko polje prolazi gotovo nedeformirano (strogo uzevši samo za magnetsku permeabilnost 1), pa se te tvari u makroskopskim uvjetima očituju kao "nemagnetične" (ne privlači ih magnet). Dijamagnetska svojstva pokazuju i tvari kod kojih se javlja supravodljivost.

### Paramagnetizam
Paramagnetizam je svojstvo mnogih tvari, kemijskih elemenata (na primjer aluminija i kisika) i kemijskih spojeva, koje obilježava relativna magnetska permeabilnost nešto veća od 1. To je u prirodi najčešći oblik magnetizma. Paramagnetične tvari u magnetskom polju dobivaju slab dodatni inducirani magnetizam istoga smjera kao i polje, koji nastaje djelomičnim usmjeravanjem atomskih magnetskih momenata i veći je na nižoj temperaturi. U paramagnetskom stanju magnetski momenti atoma slabo međusobno djeluju i nisu kolektivno uređeni. I te tvari ne pokazuju makroskopsku "magnetičnost", ali se, na primjer, kuglica od aluminija pri padu kroz jako polje potkovasta magneta usporava. Kod njih se zbog toplinskoga gibanja atoma ili iona stalno mijenjaju smjerovi rezultantnih magnetskih momenata tako da je ukupni magnetski moment jednak nuli iako su im rezultantni magnetski momenti različiti od nule.

### Feromagnetizam
Feromagnetizam je svojstvo karakteristično za željezo, nikal, kobalt i gadolinij, za njihove međusobne slitine i neke spojeve s drugim elementima, a samo za malen broj tvari u kojima se ta četiri elementa ne pojavljuju. Feromagnetične tvari imaju izrazitu relativnu magnetsku permeabilnost, znatno veću od 1 (od 1000 do 10 000). Feromagnetizam nastaje kao posljedica jakih međudjelovanja (interakcija) magnetskih momenata atoma, zbog čega nastaje kolektivno magnetsko uređenje, takozvana spontana magnetizacija, koja se s porastom temperature smanjuje. Zbog toga feromagnetične tvari pokazuju jaku "magnetičnost", u vanjskome magnetskome polju postaju inducirani magneti koje zatim to polje privlači. To inducirano polje mogu zadržati neko vrijeme, pa i stalno. 
Osobito je važna Curiejeva točka, tj. granična temperatura iznad koje te tvari gube feromagnetična svojstva i postaju paramagnetici (za željezo 758 °C, nikal 360 °C, kobalt 1075 °C, gadolinij 16 °C). Hlađenjem na temperaturu nižu od Curiejeve ponovno nastaje feromagnetsko stanje. Feromagnetične tvari imaju više ili manje izražen takozvani remanentni magnetizam ili zaostali magnetizam: ako ih se dovede u magnetsko polje i zatim djelovanje polja ukloni, njihova magnetizacija ne iščezne potpuno (histereza). Tako se od tvari s velikim remanentnim magnetizmom dobivaju jaki stalni ili permanentni magneti. Posebnu skupinu feromagnetičnih materijala čine tvari poznate pod nazivom ferit.
Antiferomagnetici (npr. manganov oksid, manganov sulfid, željezni sulfid) su tvari kojima magnetska permeabilnost na kritičnoj temperaturi (slično Curievoj točki) prolazi kroz maksimum. Te su tvari po ostalim magnetskim svojstvima vrlo slične feromagneticima, odnosno iznad takozvane antiferomagnetske Curiejeve točke paramagneticima.

### Ferimagnetizam
Ferimagnetizam je pojava kod koje se magnetski momenti susjednih atoma ili iona u ograničenim područjima kristala (domena), koja su feromagnetska, međusobno poništavaju, slično nizu permanentnih magneta nasuprotnih orijentacija. Takve tvari, ponajviše feriti, odlikuju se velikom električnom otpornošću koja je uzrokovana prelascima elektrona na granicama domena, a na temperaturama višima od Curiejeve, kao i feromagnetične, prelaze u paramagnetične tvari.  

### Metamagnetizam
Metamagnetici pokazuju jaku anizotropiju magnetskih svojstava; u smjeru su jedne kristalne osi paramagnetici, a u smjeru druge feromagnetici. Takvih je tvari vrlo malo, na primjer kobalt, željezo i kalcijev klorid.

### Elektromagnetizam
Elektromagnetizam je pojava magnetskoga polja izazvana promjenama električnoga polja, odnosno tokom električne struje. Tu je pojavu prvi uočio Michael Faraday, a teoretski razjasnio James Clerk Maxwell. Električno i magnetsko polje usko su povezani i svaka promjena jednog od polja izaziva promjenu drugoga, pa se shvaćaju kao jedinstveno elektromagnetsko polje (elektrodinamika). Ta su dva polja u svakoj točki prostora međusobno okomita. Prema Biot-Savartovu zakonu svi djelići (duljine ds) nekog električnog vodiča kojim teče električna struja (i) stvaraju u točki na udaljenosti (r) magnetsko polje jakosti (H), koje je određeno jednakošću:
{\displaystyle \mathbf {H} ={\frac {i}{c}}\int {\frac {d\mathbf {s} \times \mathbf {\hat {r}} }{|\mathbf {r} |^{3}}}}
gdje je c brzina prostiranja magnetskoga polja, to jest brzina svjetlosti. S pomoću te jednakosti može se izračunati jakost magnetskoga polja u svakoj točki prostora bilo kako oblikovanoga vodiča struje (elektrodinamičko djelovanje).